# Neguš
Néguš, oziroma néguš negasti (giz ንጉሠ ነገሥት - kralj kraljev) je bil dedni naslov vladarja Etiopije do abolicije monarhije leta 1975. Neguš je bil voditelj države in vlade, z odločilno izvršno, sodno in zakonodajno oblastjo. National Geographic je označil imperialno Etiopijo kot »ustavno monarhijo po imenu, ki je bila dejansko samodržna.«
Naziv »kralj kraljev«, ki se v več jezikih velikokrat napačno imenuje cesar (imperator), sicer izvira iz antične Mezopotamije, vendar je bil v Aksumu izpričan s kraljem Sembroutesom  (okoli 250). Yuri M. Kobishchanov ocenjuje pojavitev naziva v čas perzijske zmage nad Rimskim imperijem med letoma 296 in 297. Naziv se je v sodobni rabi pojavil vsaj za časa vladanja Jekuna Amlaka v 13. stoletju. Tedaj je pomenilo, da so podrejeni uradniki in vazalni vladarji, še posebej vazali iz Godžama, Velege, pomorskih pokrajin in kasneje iz Šoe, prejeli častni naziv neguš, kar pomeni »kralj«.
Neguševa soproga se je imenovala etege, Zavditu pa je imela žensko obliko naziva nigaste negasti (»kraljica kraljev«).